# 国際連合安全保障理事会決議の一覧 (2101-2200)
| 決議 | 日付           | 投票        | 備考 | 文書リンク                       |
| --- | -------------- | ----------- | --- | -------------------------------- |
| 2013年安全保障理事会理事国 中国 フランス ロシア イギリス アメリカ合衆国 アルゼンチン オーストラリア アゼルバイジャン グアテマラ 韓国 ルクセンブルク モロッコ パキスタン ルワンダ トーゴ |                |             | |                                  |
| 2101 | 2013年4月25日  | 全会一致    | コートジボワールに対する制裁の期限延長                                                                                             | 原文 日本語訳 ウィキソース(英語) |
| 2102 | 2013年5月2日   | 全会一致    | 国際連合ソマリア支援ミッションの設立について                                                                                       | 原文 ウィキソース(英語)          |
| 2103 | 2013年5月22日  | 全会一致    | 国際連合ギニアビサウ統合平和構築支援事務所の活動期限延長                                                                           | 原文 日本語訳 ウィキソース(英語) |
| 2104 | 2013年5月29日  | 全会一致    | 国際連合アビエ暫定治安部隊の活動期限延長、部隊増強                                                                                 | 原文 ウィキソース(英語)          |
| 2105 | 2013年6月5日   | 全会一致    | イラン核開発問題について、決議1929に基づき設置された専門家パネルの活動期限延長                                                     | 原文 ウィキソース(英語)          |
| 2106 | 2013年6月24日  | 全会一致    | 女性・平和・安全保障に関する決議                                                                                                   | 原文 日本語訳 ウィキソース(英語) |
| 2107 | 2013年6月27日  | 全会一致    | イラクに課されたクウェート人行方不明者らの帰還、逸失財産、公文書の返還に関する義務規定を終了                                       | 原文 日本語訳 ウィキソース(英語) |
| 2108 | 2013年6月27日  | 全会一致    | 国際連合兵力引き離し監視軍の活動期限延期                                                                                           | 原文 日本語訳 ウィキソース(英語) |
| 2109 | 2013年7月11日  | 全会一致    | 国際連合南スーダン共和国使節団の活動期限延長                                                                                       | 原文 日本語訳 ウィキソース(英語) |
| 2110 | 2013年7月24日  | 全会一致    | 国際連合イラク支援ミッションの活動期限延長                                                                                         | 原文 日本語訳 ウィキソース(英語) |
| 2111 | 2013年7月24日  | 全会一致    | ソマリア及びエリトリア監視グループの活動期限延長                                                                                   | 原文 日本語訳 ウィキソース(英語) |
| 2112 | 2013年7月30日  | 全会一致    | 国際連合コートジボワール活動の活動期限延長                                                                                         | 原文 日本語訳 ウィキソース(英語) |
| 2113 | 2013年7月30日  | 全会一致    | 国際連合アフリカ連合ダルフール派遣団の活動期限延長                                                                                 | 原文 ウィキソース(英語)          |
| 2114 | 2013年7月30日  | 採択 13-0-2 | 国際連合キプロス平和維持軍の活動期限延長                                                                                           | 原文 日本語訳 ウィキソース(英語) |
| 2115 | 2013年8月29日  | 全会一致    | 国際連合レバノン暫定駐留軍の活動期限延長                                                                                           | 原文 ウィキソース(英語)          |
| 2116 | 2013年9月18日  | 全会一致    | 国際連合リベリア・ミッションの活動期限延長                                                                                         | 原文 日本語訳 ウィキソース(英語) |
| 2117 | 2013年9月26日  | 採択 14-0-1 | 小型武器の違法な拡散防止について                                                                                                   | 原文 日本語訳 ウィキソース(英語) |
| 2118 | 2013年9月27日  | 全会一致    | シリアにおける化学兵器使用について非難、化学兵器禁止機関の先遣隊について                                                           | 原文 日本語訳 ウィキソース(英語) |
| 2119 | 2013年10月13日 | 全会一致    | 国際連合ハイチ安定化ミッションの活動期限延長                                                                                       | 原文 日本語訳 ウィキソース(英語) |
| 2120 | 2013年10月13日 | 全会一致    | 国際治安支援部隊の活動期限延長 | 原文 日本語訳 ウィキソース(英語) |
| 2121 | 2013年10月13日 | 全会一致    | 国連中央アフリカ共和国統合平和構築事務所の任務更新                                                                                 | 原文 日本語訳 ウィキソース(英語) |
| 2122 | 2013年10月18日 | 全会一致    | 女性・平和・安全保障に関する決議                                                                                                   | 原文 日本語訳 ウィキソース(英語) |
| 2123 | 2013年11月12日 | 全会一致    | ボスニア・ヘルツェゴビナにおける欧州連合部隊アルテアの活動期限延長                                                                 | 原文 ウィキソース(英語)          |
| 2124 | 2013年11月12日 | 全会一致    | アフリカ連合ソマリア・ミッションの活動期限延長、兵站支援パッケージの人員拡大                                                       | 原文 ウィキソース(英語)          |
| 2125 | 2013年11月18日 | 全会一致    | ソマリアの海賊について | 原文 日本語訳 ウィキソース(英語) |
| 2126 | 2013年11月25日 | 全会一致    | 国際連合アビエ暫定治安部隊の活動期限延長                                                                                           | 原文 ウィキソース(英語)          |
| 2127 | 2013年12月5日  | 全会一致    | 中央アフリカ支援国際ミッションの活動期限延長、中央アフリカに対する武器輸出禁止および制裁委員会の設置                               | 原文 日本語訳 ウィキソース(英語) |
| 2128 | 2013年12月10日 | 全会一致    | リベリアに対する制裁の延長 | 原文 ウィキソース(英語)          |
| 2129 | 2013年12月17日 | 全会一致    | 国際連合テロ対策委員会事務局の活動期限延長                                                                                         | 原文 ウィキソース(英語)          |
| 2130 | 2013年12月18日 | 全会一致    | 旧ユーゴスラビア国際戦犯法廷の判事の任期延長について                                                                               | 原文 ウィキソース(英語)          |
| 2131 | 2013年12月18日 | 全会一致    | 国際連合兵力引き離し監視軍の活動期限延期                                                                                           | 原文 ウィキソース(英語)          |
| 2132 | 2013年12月24日 | 全会一致    | 南スーダン情勢について | 原文 日本語訳 ウィキソース(英語) |
| 2014年安全保障理事会理事国 · 中国 フランス ロシア イギリス アメリカ合衆国 · アルゼンチン オーストラリア チリ ヨルダン 韓国 リトアニア ルクセンブルク ナイジェリア ルワンダ チャド       |                |             | |                                  |
| 2133 | 2014年1月27日  | 全会一致    | テロとの戦いについて | 原文 日本語訳 ウィキソース(英語) |
| 2134 | 2014年1月28日  | 全会一致    | 国際連合中央アフリカ共和国統合平和構築事務所の活動期限延長、中央アフリカに対する制裁（対象の入国禁止、資産凍結）、EUの武力行使容認 | 原文 日本語訳 ウィキソース(英語) |
| 2135 | 2014年1月30日  | 全会一致    | 国際連合キプロス平和維持軍の活動期限延長                                                                                           | 原文 ウィキソース(英語)          |
| 2136 | 2014年1月30日  | 全会一致    | コンゴ民主共和国に対する制裁延長                                                                                                   | 原文 ウィキソース(英語)          |
| 2137 | 2014年2月13日  | 全会一致    | ブルンジ情勢 | 原文 ウィキソース(英語)          |
| 2138 | 2014年2月13日  | 全会一致    | 南スーダン情勢、決議1591に基づき設置された専門家パネルの活動期限延期                                                               | 原文 ウィキソース(英語)          |
| 2139 | 2014年2月22日  | 全会一致    | シリア情勢 | 原文 日本語訳 ウィキソース(英語) |
| 2140 | 2014年2月26日  | 全会一致    | イエメンに対する制裁委員会の設立。対象者の入国禁止、資産凍結                                                                       | 原文 ウィキソース(英語)          |
| 2141 | 2014年3月5日   | 全会一致    | 北朝鮮情勢、決議1874に基づき設置された専門家パネルの活動期限延期                                                                   | 原文 日本語訳 ウィキソース(英語) |
| 2142 | 2014年3月5日   | 全会一致    | ソマリアに対する武器の禁輸延長 | 原文 ウィキソース(英語)          |
| 2143 | 2014年3月7日   | 全会一致    | 武力紛争が子供に与える影響について                                                                                                 | 原文 日本語訳 ウィキソース(英語) |
| 2144 | 2014年3月14日  | 全会一致    | 国際連合リビア支援団の活動期限延長                                                                                                 | 原文 ウィキソース(英語)          |
| 2145 | 2014年3月17日  | 全会一致    | 国連アフガニスタン支援ミッションの活動期限延期                                                                                     | 原文 ウィキソース(英語)          |
| 2146 | 2014年3月19日  | 全会一致    | リビアから不正に石油を輸出する船舶に対する臨検を加盟国に許可                                                                       | 原文 ウィキソース(英語)          |
| 2147 | 2014年3月28日  | 全会一致    | 国際連合コンゴ民主共和国ミッションの活動期限延長                                                                                   | 原文 日本語訳 ウィキソース(英語) |
| 2148 | 2014年4月3日   | 全会一致    | スーダン情勢 | 原文 ウィキソース(英語)          |
| 2149 | 2014年4月10日  | 全会一致    | 国際連合中央アフリカ共和国多元的統合安定化ミッションの設立                                                                         | 原文 日本語訳 ウィキソース(英語) |
| 2150 | 2014年4月16日  | 全会一致    | 将来の大量虐殺発生の予防について                                                                                                   | 原文 ウィキソース(英語)          |
| 2151 | 2014年4月28日  | 全会一致    | 治安部門改革について | 原文 日本語訳 ウィキソース(英語) |
| 2152 | 2014年4月29日  | 全会一致    | 国際連合西サハラ住民投票ミッションの活動期限延長                                                                                   | 原文 ウィキソース(英語)          |
| 2153 | 2014年4月29日  | 全会一致    | コートジボワールに対する制裁の期限延長                                                                                             | 原文 日本語訳 ウィキソース(英語) |
| 2154 | 2014年5月8日   | 全会一致    | 類まれなる勇気に対するムンバイ・ディアーニュ大尉メダルの創設                                                                       | 原文 ウィキソース(英語)          |
| 2155 | 2014年5月27日  | 全会一致    | 国際連合南スーダン派遣団の活動期限延長                                                                                             | 原文 日本語訳 ウィキソース(英語) |
| 2156 | 2014年5月29日  | 全会一致    | 国際連合アビエ暫定治安部隊の活動期限延長                                                                                           | 原文 ウィキソース(英語)          |
| 2157 | 2014年5月29日  | 全会一致    | 国際連合ギニアビサウ統合平和構築支援事務所の活動期限延長                                                                           | 原文 ウィキソース(英語)          |
| 2158 | 2014年5月29日  | 全会一致    | 国際連合ソマリア支援ミッションの活動期限延期                                                                                       | 原文 ウィキソース(英語)          |
| 2159 | 2014年6月9日   | 全会一致    | イラン核開発問題について、決議1929に基づき設置された専門家パネルの活動期限延長                                                     | 原文 ウィキソース(英語)          |
| 2160 | 2014年6月17日  | 全会一致    | テロリスト（ターリバーン）に対する制裁について                                                                                     | 原文 ウィキソース(英語)          |
| 2161 | 2014年6月17日  | 全会一致    | テロリスト（アルカーイダ）に対する制裁について                                                                                     | 原文 ウィキソース(英語)          |
| 2162 | 2014年6月25日  | 全会一致    | 国際連合コートジボワール活動の活動期限延長                                                                                         | 原文 ウィキソース(英語)          |
| 2163 | 2014年6月25日  | 全会一致    | 国際連合兵力引き離し監視軍の活動期限延期                                                                                           | 原文 ウィキソース(英語)          |
| 2164 | 2014年6月25日  | 全会一致    | 国際連合マリ多元統合安定化ミッションの活動期限延期                                                                                 | 原文 ウィキソース(英語)          |
| 2165 | 2014年7月14日  | 全会一致    | シリアへの人道支援物資の監視メカニズムの確立                                                                                       | 原文 日本語訳 ウィキソース(英語) |
| 2166 | 2014年7月21日  | 全会一致    | マレーシア航空17便撃墜事件について非難                                                                                             | 原文 日本語訳 ウィキソース(英語) |
| 2167 | 2014年7月28日  | 全会一致    | アフリカ連合と欧州連合の平和維持活動の支持を再確認                                                                                 | 原文 ウィキソース(英語)          |
| 2168 | 2014年7月30日  | 全会一致    | 国際連合キプロス平和維持軍の活動期限延長                                                                                           | 原文 ウィキソース(英語)          |
| 2169 | 2014年7月30日  | 全会一致    | 国際連合イラク支援ミッションの活動期限延長                                                                                         | 原文 ウィキソース(英語)          |
| 2170 | 2014年8月15日  | 全会一致    | ISILの暴虐非道を非難。ISILメンバーをアルカイーダ制裁リストに追加                                                                   | 原文 ウィキソース(英語)          |
| 2171 | 2014年8月21日  | 全会一致    | 武力紛争の予防について | 原文 日本語訳 ウィキソース(英語) |
| 2172 | 2014年8月26日  | 全会一致    | 国際連合レバノン暫定駐留軍の活動期限延長                                                                                           | 原文 ウィキソース(英語)          |
| 2173 | 2014年8月27日  | 全会一致    | 国際連合アフリカ連合ダルフール派遣団の活動期限延長                                                                                 | 原文 ウィキソース(英語)          |
| 2174 | 2014年8月27日  | 全会一致    | リベリア情勢 | 原文 ウィキソース(英語)          |
| 2175 | 2014年8月29日  | 全会一致    | 人道支援要員、国連に関連する人員の安全と保護について                                                                               | 原文 ウィキソース(英語)          |
| 2176 | 2014年9月15日  | 全会一致    | 国際連合リベリア・ミッションの活動期限延長                                                                                         | 原文 ウィキソース(英語)          |
| 2177 | 2014年9月18日  | 全会一致    | 西アフリカにおけるエボラ出血熱の大流行について                                                                                     | 原文 日本語訳 ウィキソース(英語) |
| 2178 | 2014年9月24日  | 全会一致    | テロと国際平和と安全への脅威について                                                                                               | 原文 日本語訳 ウィキソース(英語) |
| 2179 | 2014年10月14日 | 全会一致    | 国際連合アビエ暫定治安部隊の活動期限延長                                                                                           | 原文 ウィキソース(英語)          |
| 2180 | 2014年10月14日 | 全会一致    | 国際連合ハイチ安定化ミッションの活動期限延長                                                                                       | 原文 ウィキソース(英語)          |
| 2181 | 2014年10月21日 | 全会一致    | 決議2134に基づく中央アフリカにおけるEUの武力行使容認の期限延長                                                                     | 原文 ウィキソース(英語)          |
| 2182 | 2014年10月24日 | 採択 13-0-2 | ソマリアに対する武器の禁輸延長。禁制品輸出の疑いのある船舶に対する検査に必要なあらゆる措置を取ることを容認                         | 原文 ウィキソース(英語)          |
| 2183 | 2014年11月11日 | 採択 14-0-1 | ボスニア・ヘルツェゴビナにおける欧州連合部隊アルテアの活動期限延長                                                                 | 原文 ウィキソース(英語)          |
| 2184 | 2014年11月12日 | 全会一致    | ソマリア情勢について | 原文 ウィキソース(英語)          |
| 2185 | 2014年11月20日 | 全会一致    | 国際連合平和維持活動について | 原文 日本語訳 ウィキソース(英語) |
| 2186 | 2014年11月25日 | 全会一致    | 国際連合ギニアビサウ統合平和構築支援事務所の活動期限延長                                                                           | 原文 ウィキソース(英語)          |
| 2187 | 2014年11月25日 | 全会一致    | 国際連合南スーダン派遣団の活動期限延長                                                                                             | 原文 ウィキソース(英語)          |
| 2188 | 2014年12月9日  | 全会一致    | リベリア情勢、決議1903に基づき設置された専門家パネルの活動期限延期                                                                 | 原文 ウィキソース(英語)          |
| 2189 | 2014年12月12日 | 全会一致    | アフガニスタン情勢について | 原文 ウィキソース(英語)          |
| 2190 | 2014年12月15日 | 全会一致    | 国際連合リベリア・ミッションの活動期限延長、優先する任務を決定                                                                     | 原文 ウィキソース(英語)          |
| 2191 | 2014年12月17日 | 全会一致    | 決議2165に基づくシリアへの人道支援活動、監視メカニズムの活動期限延期                                                               | 原文 ウィキソース(英語)          |
| 2192 | 2014年12月18日 | 全会一致    | 国際連合兵力引き離し監視軍の活動期限延期                                                                                           | 原文 ウィキソース(英語)          |
| 2193 | 2014年12月18日 | 採択 14-0-1 | 旧ユーゴスラビア国際戦犯法廷の判事、臨時判事の任期延長                                                                             | 原文 ウィキソース(英語)          |
| 2194 | 2014年12月18日 | 全会一致    | ルワンダ国際戦犯法廷の判事、臨時判事の任期延長                                                                                     | 原文 ウィキソース(英語)          |
| 2195 | 2014年12月19日 | 全会一致    | テロとの戦いについて | 原文 日本語訳 ウィキソース(英語) |
| 2015年安全保障理事会理事国 · 中国 フランス ロシア イギリス アメリカ合衆国 · アンゴラ チリ スペイン ヨルダン リトアニア マレーシア ナイジェリア ニュージーランド チャド ベネズエラ       |                |             | |                                  |
| 2196 | 2015年1月22日  | 全会一致    | 中央アフリカに対する制裁延長 | 原文 ウィキソース(英語)          |
| 2197 | 2015年1月29日  | 全会一致    | キプロス紛争の和平について | 原文 ウィキソース(英語)          |
| 2198 | 2015年1月29日  | 全会一致    | コンゴ民主共和国に対する制裁延長                                                                                                   | 原文 ウィキソース(英語)          |
| 2199 | 2015年2月12日  | 全会一致    | テロとの戦いについて | 原文 日本語訳 ウィキソース(英語) |
| 2200 | 2015年2月12日  | 全会一致    | 南スーダン情勢、決議1591に基づき設置された専門家パネルの活動期限延期                                                               | 原文 日本語訳 ウィキソース(英語) |